# Pseudapanteles nerion
Pseudapanteles nerion är en stekelart som först beskrevs av Nixon 1965.  Pseudapanteles nerion ingår i släktet Pseudapanteles och familjen bracksteklar. Inga underarter finns listade i Catalogue of Life.